# Nowy Kamień (Kamień)
Nowy Kamień (bis 25. September 1924 deutsch Steinau, örtlich Śtajno, Śtojno) ist eine Ortschaft mit einem Schulzenamt der Gemeinde Kamień im Powiat Rzeszowski der Woiwodschaft Karpatenvorland in Polen.

## Geschichte

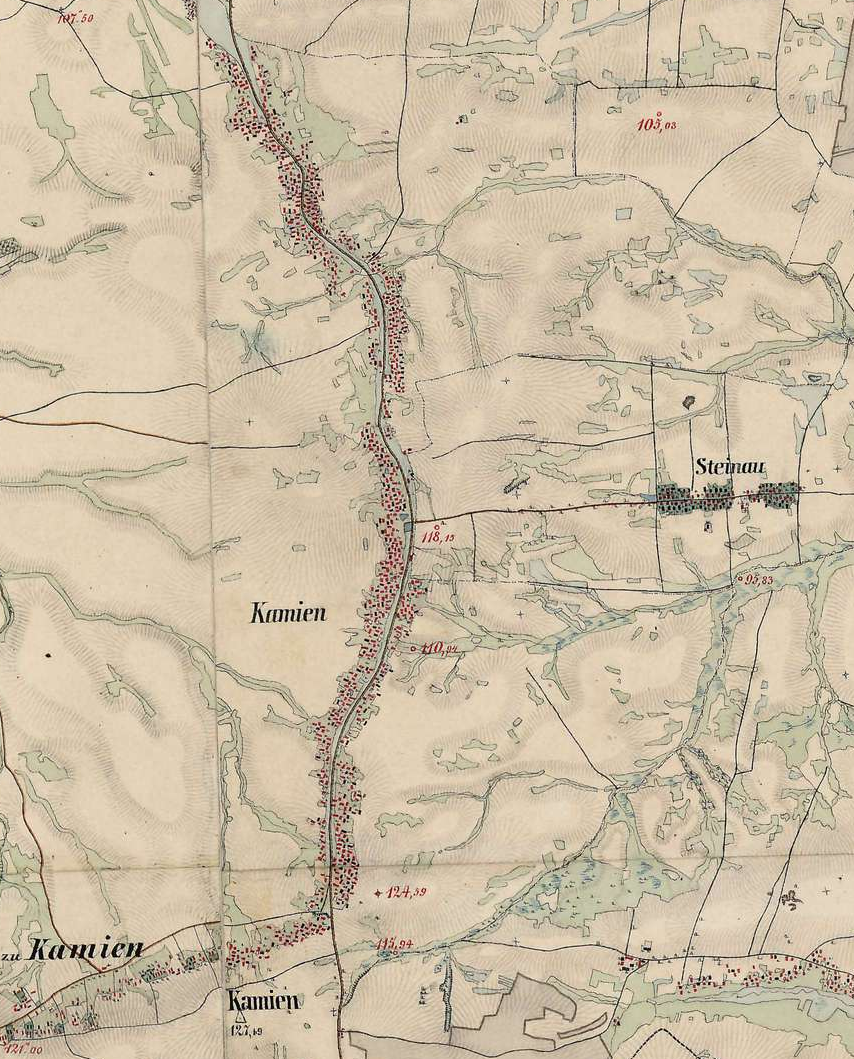
Kamień und Steinau auf der Franziszeischen Landesaufnahme um die Mitte des 19. Jahrhunderts

Bei der Ersten Teilung Polens kam Kamień 1772 zum neuen Königreich Galizien und Lodomerien des habsburgischen Kaiserreichs (ab 1804).
Das Dorf entstand im Jahre 1783 im Zuge der Josephinischen Kolonisation auf dem östlichen Grund des Dorfes Kamień. 52 deutsche Familien (46 lutherisch und 5 reformiert, insgesamt 131 Personen) wurden auf 366 Hektar angesiedelt. Die Kolonie wurde Steinau genannt und wurde unabhängige Gemeinde. Im Jahre 1812 zählte die Kolonie 256 Einwohner. Die Protestanten gründeten eine Filialgemeinde der Pfarrgemeinde Ranischau. Das neue Bethaus wurde im Jahre 1867 erbaut. 1880 gab es 373 Deutsche.
Im Jahre 1900 hatte die Gemeinde Steinau im Bezirk Nisko 59 Häuser mit 374 Einwohnern, davon waren 365 deutschsprachige, 9 polnischsprachige, 10 römisch-katholische, es gab 5 Juden und 359 anderen Glaubens.
Am 13. Juni 1915 entfachte unabsichtlich ein tirolischer Soldat ein Feuer in Steinau, wo das Bethaus und die Mehrheit der Bebauung niedergebrannt wurde. Das Feuer praktisch endete die Kolonie, weil die Mehrheit der Kolonisten danach auswanderte. 1918, nach dem Ende des Ersten Weltkriegs und dem Zusammenbruch der k.u.k. Monarchie, kam Steinau zu Polen und im Dorf blieben nur 5 deutschstämmige Familien. Ein Pole wurde zum neuen Vogt.
Im Jahre 1921 hatte die Gemeinde Nowy Kamień (Steinau) 84 Häuser mit 509 Einwohnern, davon waren alle Polen, 466 römisch-katholisch, 1 griechisch-katholisch, 38 evangelisch, es gab 4 Juden.
Am 25. September 1924 wurde der deutschstämmige Name entfernt, blieb aber noch in der örtlichen Sprache als Śtojno. Es ist möglich, dass die deutschen Kolonisten das Wortende -au als [ō] aussprachen.
Im Zweiten Weltkrieg gehörte die Gemeinde zum Distrikt Krakau des Generalgouvernements. Die Besatzer wollten Nowy Kamień zerstören, um einen Platz für einen Luftwaffenstützpunkt zu gründen, aber die Nachgeborenen der Kolonisten flehten Hans Frank an, auf das nicht zu machen.
Von 1975 bis 1998 gehörte Nowy Kamień zur Woiwodschaft Rzeszów.